# هانس گئورگ بنتاک
هانس گئورگ بنتاک یک سرلشکر ارتش آلمان نازی در جنگ جهانی دوم و از دارندگان صلیب شوالیه آهنین بود.